# Sociologia del coneixement científic
S'anomena Sociologia del Coneixement Científic (SCC) a la tendència que dona explicacions sociològiques de les creences científiques.

## Antecedents
Abans de la Segona Guerra Mundial la majoria dels treballs en història de la ciència i filosofia de la ciència tenien per objectiu legitimar i enaltir el mètode i els descobriments de la ciència occidental: la primera exposava els esdeveniments o els investigadors que havien participat en la construcció de teories modernes i la segona cercava establir una definició formal de coneixement científic i mostrava poc interès per les pràctiques científiques i el seu context. Així, les relacions entre el coneixement científic, la tecnologia i la societat quedaven excloses d'una visió crítica.
Si bé des dels anys trenta diversos historiadors, sociòlegs i filòsofs han introduït, de manera aïllada, noves perspectives (Alexander Koyré, Ludwik Fleck Merton o Thomas Kuhn en són un exemple), va ser gràcies als esdeveniments produïts a partir dels anys seixanta en la filosofia de la ciència i en la sociologia, juntament amb el context social, cultural i econòmic, que es va produir el canvi més important.
Així, diversos investigadors (com Feyeraend, Toulmin o Hanson) s'interessaren per l'autoritat de la ciència i el poder de les institucions científiques, revisaren les teories científiques i el seu entorn cultural i analitzaren l'origen i el desenvolupament de les pràctiques científiques. L'aportació de Kuhn, segons la qual la ciència era un fet social basat en un consens organitzat i no una totalitat de les proposicions verdaderes regida per principis lògics i metodològics que no canviaven, va ser cabdal en el canvi de perspectiva.
També les aportacions dels programes de Ciència, Tecnologia i Societat (CTS), els TPSP (Science, Technology and Public Policy) i els SEPP (Science, Engineering and Public Policy) van participar en la nova valoració de la ciència i la tecnologia i la seva relació amb la societat. Però va ser als anys setanta, amb la SCC, que es donà el canvi sociològic més important amb relació a la imatge de la ciència i la tecnologia.

## Definició i característiques
A partir dels anys setanta va néixer una nova aproximació a la ciència: la Sociologia del coneixement Científic (SCC). Aquesta tendència, iniciada a la Universitat d'Edimburg i desenvolupada, fonamentalment, a Europa, dona explicacions sociològiques de les creences científiques.
La SCC és un programa d'investigació crític i en oposició a la sociologia de la ciència de Merton i a les anteriors versions filosòfiques que intenten explicar la naturalesa del coneixement. La SCC presenta diferències importants respecte a la filosofia de la ciència i la sociologia clàssica:
1. Interès pel procés de fabricació dels productes del coneixement i no pels seus productes acabats, com sí que interessa a la filosofia de la ciència.
2. Interès per explicar de manera causal l'existència de qualsevol tipus de coneixement i no tant cercar criteris formals de demarcació i legitimació, com sí que fa la filosofia de la ciència.
3. El coneixement i la tecnologia s'entenen com a fenòmens socials i no només s'observen els factors socials externs que afecten les investigacions científiques, com sí que fa la sociologia clàssica o la mertoniana (aquesta se centrava en l'estructura social de les comunitats científiques).

L'objectiu principal de la SCC és explicar, de manera simètrica i imparcial, qualsevol tipus de creences sense fer cap judici sobre la seva veracitat, falsedat, racionalitat o irracionalitat. Amb tot, les investigacions que la integren no tenen per fonament promoure el relativisme o posicionar-se en contra del coneixement científic i la ciència, sinó el d'explicar perquè certes creences només tenen sentit en funció d'un context determinat.
La SCC ha transformat la imatge de la ciència i la seva autoritat en desmitificar la ciència i el coneixement científic, així com les comunitats d'investigadors i institucions que el produeixen: no hi ha cap element extraordinari o sagrat, sinó que ciència i coneixement científic són una construcció social. És a dir, que, com qualsevol altra activitat social, depenen de convencions i negociacions i d'interessos i comunitats determinades i que, tant les primeres com els segons, es poden i s'han de poder explicar a través dels mateixos mètodes d'investigació que s'utilitzen per a altres grups socials.
La SCC també ha diluït la distinció metodològica entre les ciències naturals i les ciències socials i també ha desqualificat arguments que s'utilitzen per desautoritzar ciències marginals al mostrar que sovint no existeixen diferències metodològiques o instrumentals fonamentals entre aquestes i les considerades científiques sinó, més aviat, diferències substantives. A més, la SCC també ha iniciat una actitud crítica envers els resultats presentats com a evidents o com que no es poden contestar.
Amb tot, però, la SCC evidencia dos problemes: no aconsegueix superar la distinció que perspectives anteriors havien establert entre ciència, com a forma de coneixement, i tecnologia, com a forma d'acció (si bé la teoria de l'actor-xarxa sí que ho fa); i redueix progressivament el camp d'estudi i les voluntats explicatives del coneixement científic i la ciència.

## Principals programes i autors
Diversos estudis de cas comparteixen, majoritàriament, les característiques de la tradició de la SCC, si bé les diferències entre ells permeten afirmar l'existència de diversos programes o escoles.
La diferència més primordial entre aquests programes i autors és que el Programa Fort de SCC planteja una aproximació macrosociològica a la relació entre els factors socials i les declaracions dels científics (per exemple, parla de grans estructures o institucions socials), mentre que la resta de programes opten per una aproximació microsociològica en posar l'accent en les accions i interaccions entre els actors i en com es construeix el significat.
A continuació es descriuen breument els programes de la SCC, si bé cal considerar que també són importants les aportacions de diversos autors al tema del gènere i coneixement, des d'una perspectiva feminista, així com al tema de l'imperialisme i ciència.

### "Programa Fort de SCC" (Strong Program)
- Autors: Barry Barnes, David Bloor i Steve Shapin
- Característiques bàsiques:[4]
  - Accent en l'anàlisi del coneixement científic i en les ciències formals i naturals (si es pot assolir una SCC en aquestes ciències, considerades independents d'allò social i cultural, es pot assolir amb la resta)
  - Accent en el procés de producció de la ciència
  - Treballs i anàlisis de vocació empírica
- Supòsits principals:[3]
  - Causalitat: s'han d'especificar els factors necessaris perquè una afirmació es consideri com a coneixement científic
  - Imparcialitat: analitzar com certes creences es transformen en veritat o falsedat o certs productes en racionals o irracionals
  - Simetria: totes les creences científiques, verdaderes i falses, s'han d'explicar aplicant el mateix tipus de causes
  - Reflexivitat: la SCC també es pot explicar mitjançant els seus principis.
- Conseqüències del programa:[4]
  - Afirmar que el coneixement científic està construït socialment
  - Radicalitat en l'abast de la seva recerca científica
  - Relativisme epistemològic
  - Naturalisme en acceptar elements d'avaluació a tots els elements i processos de la ciència.

### Programa empíric del relativisme (PER)
- Autors: Harry Collins, Trevor Pinc i Andrew Pickering
- Característiques bàsiques:
  - Posa l'accent en els processos de disseny, realització, replicació i avaluació d'experiments, així com l'anàlisi de les pseudociències per determinar què les fa ésser considerades com a no científiques[4]
  - Estudia, bàsicament, controvèrsies científiques internes i públiques[4] recolzant-se en els principis d'imparcialitat i simetria del Programa Fort i seguint els seus principis metodològics: 
    - Flexibilitat interpretativa: diferents grups científics poden interpretar de manera diversa certes dades o observacions
    - Mecanismes de clausura: són aquells que tanquen les controvèrsies
    - Relació entre mecanismes de clausura i context que envolta les controvèrsies
- Aportació destacada: el tancament de controvèrsies sovint es dona per factors extracientífics o no cognitius, de manera que la divisió entre el que és social i el que és científic es dilueix[4]

### Estudis de laboratori (laboratory studies)
- Autors: Bruno Latour i Karin Knorr-Cetina
- Característiques bàsiques: 
  - Investiga per entendre i observar de manera directa com es produeix i es valida el coneixement científic
  - Utilitzant la tècnica de l'observació participant d'activitats científiques en laboratoris (per això aquests estudis també s'anomenen etnografies de la ciència o antropologia de la ciència)[4]
- Conclusions importants: 
  - Existeix cert desordre en les activitats dels laboratoris
  - La veritat sobre la natura no és tant el punt de partida com sí el producte de l'activitat científica[4]
  - Les estratègies i els procediments científics varien segons el context local[4]
  - Els científics utilitzen modalitzadors i el discurs científic per convèncer que allò que han descobert és veritat, important i original[4]

### Anàlisi del discurs científic
- Autors: Michael Mulkay i Nigel Gilbert
- Característiques bàsiques:
  - Estudia el discurs formal i informal que fan els investigadors[4]
  - Forma part dels Estudis de laboratori
- Conclusions importants: 
  - Existeixen molts descriptors i explicacions en els discursos científics
  - Existeixen dos tipus de discursos predominants: 
    - Repertori empirista: en contextos formals i informals; exclou la implicació personal de l'investigador; els fets són conseqüències que no comporten problemes i que són inevitables a causa de les característiques empíriques del món natural[4]
    - Repertori contingent: sobretot en contextos informals; explica els errors d'altres científics a causa de la participació de factors externs; els factors no empírics són la causa dels errors[4]

  - Existeixen artificis de reconciliació en cas d'utilitzar els dos repertoris en un context formal

### Teoria de l'actor-xarxa (actor-network theory)
Vegeu Teoria de l'actor-xarxa
- Autors: Bruno Latour, Michel Callon i John Law
- Característiques bàsiques:
  - Analitza la pràctica científica a partir d'un tractament simètric dels factors humans i no humans[4]
  - Ha aportat importants solucions de problemes plantejats per la SCC, però també ha estat criticada per utilitzar una terminologia particular i per aportar punts de vista originals[4]
- Principis bàsics: 
  - Macro/micro: pretén trencar aquesta dicotomia tot analitzant els actors i els productes científics en ambients que no són el laboratori
  - Social/cognitiu: considera que aquesta dicotomia és un subproducte de l'activitat científica
  - Reduccionisme sociològic: els elements socials són també un producte que sorgeix de la interacció entre els actors, i no només fets causals
  - Ciència/tecnologia: no hi ha una diferència important entre els elements d'aquesta dicotomia, per això es refereixen a l'objecte de les seves anàlisis amb el terme tecnociència.

### Grup de l'etnometodologia de l'activitat científica
- Autors: Harold Garfinkel i Michael Lynch
- Característiques principals:
  - Analitza les activitats pràctiques i les activitats argumentatives que formen part de la quotidianitat científica[4]

### Programa reflexiu
- Autors: Steve Woolgar i Malcom Ashmore
- Característiques principals:
  - Desenvolupa el principi de reflexivitat del Programa Fort
  - Estudia les tècniques de representació[4]